# Fotbollsgalan 2011
Fotbollsgalan 2011 hölls i Globen i Stockholm den 7 november 2011 och var den 17:e fotbollsgalan sedan premiäråret 1995. Nomineringarna till priserna presenterades tidigare under 2011. Direktsändande TV-bolag var TV4 medan Sveriges Radio P4 stod för radiosändningarna. Anna Brolin och Peter Jihde stod för programledarskapet.

## Priser
| Pris                           | Nominerade | Vinnare                                      |
| ------------------------------ | --- | -------------------------------------------- |
| Årets tränare, herrar          | Andreas Alm, AIK Alexander Axén, GAIS Conny Karlsson, Helsingborgs IF Andreas Thomsson, Åtvidabergs FF                                                 | Conny Karlsson, Helsingborgs IF              |
| Årets tränare, dam             | Patrik Eklöf, Djurgårdens IF DFF Stefan Fredriksson, Tyresö FF Torbjörn Nilsson, Kopparbergs/Göteborg FC Martin Sjögren, LdB FC Malmö                  | Torbjörn Nilsson, Kopparbergs/Göteborg FC    |
| Årets nykomling (herr)         | Erdin Demir, Trelleborgs FF Oscar Hiljemark, IF Elfsborg Niklas Hult, IF Elfsborg Alexander Milosevic, AIK                                             | Alexander Milosevic, AIK                     |
| Årets genombrott (dam)         | Sofia Jakobsson, Umeå IK/FK Rossijanka Fridolina Rolfö, Jitex BK Elin Rubensson, LdB FC Malmö Jessica Samuelsson, Linköpings FC                        | Sofia Jakobsson, Umeå IK/FC Rossiyanka       |
| Årets forward, herr            | Johan Elmander, Bolton / Galatasaray SK Tobias Hysén, IFK Göteborg Zlatan Ibrahimović, AC Milan Mathias Ranegie, BK Häcken/Malmö FF                    | Zlatan Ibrahimovic, AC Milan                 |
| Årets forward, dam             | Madelaine Edlund, Tyresö FF Sofia Jakobsson, Umeå IK/FC Rossiyanka Manon Melis, LdB FC Malmö Lotta Schelin, Olympique Lyonnais                         | Lotta Schelin, Olympique Lyonnais            |
| Årets mittfältare, herr        | Kim Källström, Olympique Lyonnais Sebastian Larsson, Sunderland AFC May Mahlangu, Helsingborgs IF Anders Svensson, IF Elfsborg                         | Kim Källström, Olympique Lyonnais            |
| Årets mittfältare, dam         | Ramona Bachmann, Umeå IK Lisa Dahlkvist, Kopparbergs/Göteborg FC Marie Hammarström, KIF Örebro DFF Caroline Seger, Western New York Flash/LdB FC Malmö | Ramona Bachmann, Umeå IK                     |
| Årets back, herr               | Peter Larsson, Helsingborgs IF/FC Köpenhamn Mikael Lustig, Rosenborg BK Olof Mellberg, Olympiacos CFP Alexander Milosevic, AIK                         | Olof Mellberg, Olympiacos CFP                |
| Årets back, dam                | Sara Larsson, KIF Örebro DFF Charlotte Rohlin, Linköpings FC Sara Thunebro, 1.FFC Frankfurt Jane Törnqvist, Kopparbergs/Göteborg FC                    | Charlotte Rohlin, Linköpings FC              |
| Årets målvakt, herr            | Pär Hansson, Helsingborgs IF Andreas Isaksson, PSV Eindhoven Ivan Turina, AIK Johan Wiland, FC Köpenhamn                                               | Andreas Isaksson, PSV Eindhoven              |
| Årets målvakt, dam             | Kristin Hammarström, Kopparbergs/Göteborg FC Hedvig Lindahl, Kristianstads DFF Sofia Lundgren, Linköpings FC Carola Söberg, Tyresö FF                  | Kristin Hammarström, Kopparbergs/Göteborg FC |
| Årets allsvenska spelare, herr | Pär Hansson, Helsingborgs IF Tobias Hysén, IFK Göteborg May Mahlangu, Helsingborgs IF Mathias Ranegie, BK Häcken/Malmö FF                              | May Mahlangu, Helsingborgs IF                |
| Årets allsvenska spelare, dam  | Ramona Bachmann, Umeå IK Lisa Dahlkvist, Kopparbergs/Göteborg FC Manon Melis, LdB FC Malmö Charlotte Rohlin, Linköpings FC                             | Ramona Bachmann, Umeå IK                     |
| Fotbollskanalens hederspris    | | Kurt "Kurre" Hamrin                          |
| Årets domare                   | – | Jenny Palmqvist och Markus Strömbergsson     |
| Årets skyttekung               | – | Mathias Ranégie, Häcken/Malmö                |
| Årets skyttedrottning          | – | Margret Lara Vidarsdottir                    |
| Fair Play                      | – | Kopparbergs/Göteborg FC                      |
| Årets Mål                      | | Kim Källström, Lyon                          |
| Diamantbollen                  | – | Lotta Schelin, Lyon                          |
| Guldbollen                     | – | Zlatan Ibrahimovic, AC Milan                 |

## Jury

### Herrjury
- Erik Hamrén (förbundskapten herr)
- Håkan Ericson (förbundskapten U21 herr)
- Stefan Lundin (SEF)
- Gert Persson (SFS)
- Kalle Flygar (SFT)
- Ola Wenström (Viasat)
- Jens Fjellström (Canal+)
- Olof Lundh (TV4)
- Ralf Edström (Sveriges Radio)

### Damjury
- Thomas Dennerby (förbundskapten dam)
- Ann-Helén Grahm (ass. förbundskapten dam)
- Lilie Persson (förbundskapten U23 dam)
- Calle Barrling (förbundskapten F19 & F18)
- En Perlskog (krönikör svenskfotboll.se)
- Susanne Erlandsson (EFD)
- Anette Börjesson (Sveriges Radio)
- Daniel Kristiansson (TV4)
- Malin Swedberg (TV4)

## Artister
- Eric Saade
- Björn Skifs

### Fotnoter
1. ↑  Fotbollsgalan på Svensk mediedatabas
2. ↑  Fotbollsgalan på Svensk mediedatabas
3. ↑  ”Brolin och Jihde leder Fotbollsgalan”. Svenska Fotbollförbundet. 19 oktober 21011. Arkiverad från originalet den 28 augusti 2021. https://web.archive.org/web/20210828222529/https://fogis.se/fotbollsgalan/arkiv/tidigare/svensk-fotboll/2011/10/brolin-och-jihde-leder-fotbollsgalan/. Läst 29 augusti 2021.